# Haunsabhavi, Hirekerur
Haunsabhavi là một làng thuộc tehsil Hirekerur, huyện Haveri, bang Karnataka, Ấn Độ.